# Henry Czerny
Henry Czerny (Toronto, Ontario, 8 de febrero de 1959) es un actor canadiense de cine y televisión. Su papel más conocido es el de Conrad Grayson en la serie Revenge, emitida por la ABC.

## Carrera
Czerny estudió en la Escuela Nacional de Teatro en Montreal. Después de graduarse en 1982, actuó en varios escenario a través de Canadá, desde el National Arts Centre de Ottawa hasta el Citadel Theatre de Edmonton y el Festival de Stratford. 
A finales de 1980, se había establecido como un veterano del teatro - un largo camino desde Canadá Lucky Larry, su primer papel. Czerny consiguió su comienzo en la actuación en los musicales en Humberside Collegiate Institute en Toronto, bajo la dirección de Janet Keele. 
Después tuvo un papel destacado en Los niños de San Vicente (1992), Peligro inminente (1994), Mission: Impossible (1996), La tormenta de hielo (1997), Conversations with God (2006),  y The Michelle Apts. En la comedia de 2006 The Pink Panther interpreta al principal antagonista, "Yuri, el entrenador que entrena". También ha interpretado al teniente Brooks en "Jackpot", un episodio de 2005 de la serie CSI: Crime Scene Investigation. 
En 2007, Czerny apareció en la serie de Showtime The Tudors, interpretando al duque de Norfolk. También apareció en la serie de televisión canadiense Flashpoint en 2008, y en el drama de ciencia ficción Falling Skies en 2011.
Desde 2011, comparte pantalla con Madeleine Stowe, como el poderoso patriarca Conrad Grayson, un papel regular en la serie de ABC Revenge y en 2023 regresa a Misión imposible: sentencia mortal - Parte 1 después de 27 años de haber sido parte de la primera película de la saga. 
Ha recibido el Premio Theatre World y dos Premios Gemini.

## Vida personal
Czerny está casado desde 2001 con Claudine Cassidy y tienen un hijo, Cameron. Es amigo de Dana Delany y dos veces hizo el papel de su marido, en las películas Choices of the Heart: The Margaret Sanger Story y For Hope.